# Perseus-Pisces-Superhaufen

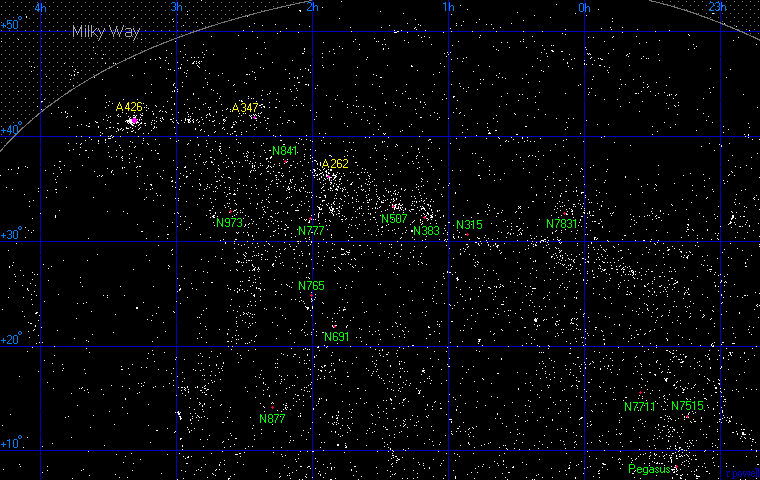
Perseus-Pisces-Superhaufen nach dem Principal Galaxies Catalogue

Der Perseus-Pisces-Superhaufen, auch Pisces-Perseus-Superhaufen, ist ein Galaxien-Superhaufen in rund 250 Millionen Lichtjahren Entfernung.
Es handelt sich um eine langgestreckte Struktur, wie sie in der Astronomie als wall (englisch für Wand, Mauer) bezeichnet wird. Sie erstreckt sich in den Sternbildern Perseus und Fische über etwa 300 Millionen Lichtjahre. 

## Mitglieder
Im Perseus-Pisces-Superhaufen befinden sich drei Cluster des Abell-Katalogs:
- Abell 262
- Abell 347
- Abell 426 (Perseushaufen)